# 内部崩壊
内部崩壊（ないぶほうかい）とは組織が崩壊する形態を意味する言葉。内部崩壊という形で崩れる組織というのは、それの内側が崩れたり、内側から崩れ始めるということである。多くの組織というのは崩壊するならば、それは外部に存在する敵対している組織からの敗北や、変化し続ける環境に適応できなくなったがためであるなどといった外的要因であるということが、内部崩壊という形で崩壊する組織との崩壊までの異なった点である。内部崩壊というのは企業経営においても危惧されている事柄であり、業績が悪化した企業というのはそれが内部崩壊しているがためであるという例が存在する。これは大企業おいても見られる事柄であり、内部崩壊している企業というのは社内においての権力争いが行われていたり、上に立つ者が社内をまとめ切れる事ができなかったリーダーシップの欠如などといった、人間関係においての欠点が原因になっていると見られる。そして内部崩壊している企業というのは内部の社員による自社への不満が大きくなっており、在籍している有能な人材ほど早く辞めたり逃げ腰になっていたり、自社よりも良い企業があればそこに移籍する可能性が高いという状態である。